# Francesc Senyal i Ferrer
Francesc Senyal i Ferrer (Castellbell i el Vilar, Bages, 14 de juliol de 1897 - Ciutat de Mèxic, 28 de gener de 1975) fou un polític, industrial i esportista català.

## Biografia
Fill d'un treballador de la colònia Borràs, el seu pare restà paralític el 1912 i hagué de deixar els estudis per posar-se a treballar. Alhora, com a esportista jugà com a futbolista al Centre d'Esports Manresa i al Fútbol Club Barcelona, i com a tennista es proclamà campió de Manresa i el Bages durant tres anys seguits.
El 1921 fou proclamat president de la Joventut Nacionalista de Manresa i el 1923 s'adherí a Acció Catalana. El desembre de 1929 fundà El Dia de Manresa, diari republicà, catalanista i d'esquerres, que posteriorment fou portaveu d'ERC a Manresa. El 1930, fou membre fundador del Centre Republicà Catalanista, president de la Unió Catalanista Republicana i participà en la Junta de Govern republicana provisional de Manresa el 14 d'abril de 1931.
Fou elegit diputat per ERC a les eleccions generals espanyoles de 1933 i 1936 per la província de Barcelona, aquesta última amb el Front d'Esquerres. S'implicà en la defensa de la qüestió rabassaire i fou cridat a declarar en la vista celebrada arran de la impugnació de la Llei de Contractes de Conreu davant del Tribunal de Garanties Constitucionals.
Un cop esclatà la guerra civil espanyola, entre el setembre i el novembre de 1936 fou sotssecretari del Ministeri de Treball, Sanitat i Previsió a les ordres de Josep Tomàs i Piera. Quan aquest fou destinat a l'ambaixada espanyola al Canadà, hi fou nomenat cònsol i agregat comercial a Montreal. En acabar la guerra, va residir durant quatre anys a Nova York i, després, es va traslladar definitivament a ciutat de Mèxic, on col·laborà assíduament amb l'Orfeó Català de Mèxic.